# Jaguar XK140
La XK140 è un'autovettura sportiva di lusso prodotta dalla Jaguar dal 1954 al 1957 in 8.884 esemplari.
È stato il modello successore della XK120, che ebbe un grande successo. I miglioramenti, rispetto alla vettura antenata, furono dei freni perfezionati, uno sterzo a cremagliera, delle sospensioni ad escursione maggiorata e dei moderni ammortizzatori a tubo, che sostituivano i più obsoleti ammortizzatori a leva. Rispetto alla vettura antenata era presente anche un abitacolo più spazioso, che consentiva l'installazione, sulle versioni cabriolet e coupé, di un sedile tipo strapuntino.

## Storia
La XK140 venne introdotta nel tardo 1954. Le modifiche che apparivano più evidenti, dopo uno sguardo d'insieme, erano i paraurti anteriori e posteriori, che erano caratterizzati dal fatto di essere più spessi e cromati, conferendo all'autovettura una maggiore eleganza ed esclusività; un altro tratto distintivo era la presenza di grandi rostri montati sugli stessi. Un'altra novità furono degli indicatori di direzione dal nuovo design, che erano azionati da un interruttore separato posizionato sul cruscotto. Le luci di posizione erano inoltre montate sopra i paraurti, e ciò aiutava a distinguere la XK140 dalla XK120, almeno fino a quando i proprietari di queste ultime iniziarono a montare le luci in questione nella stessa maniera.

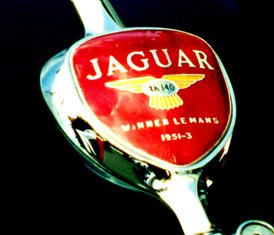
L’emblema della Jaguar installato sul bagagliaio di una XK140

 Le dimensioni della calandra erano le medesime per entrambi i modelli, ma quest'ultima fu fabbricata in un unico pezzo e con pochi e sottili listelli verticali, ed il suo nuovo design era più sportivo rispetto al passato. Inoltre, l'emblema della Jaguar era installato sulla calandra stessa, invece che tra la griglia ed il cofano, come sulla XK120. Una linea cromata poi percorreva il cofano stesso fino alla base del parabrezza, e proseguiva in coda fino al centro del portellone del bagagliaio, dove conteneva uno scudo rosso all'interno del quale era presente la dicitura in oro "Winner Le Mans 1951–3" (cioè, in inglese, "Vincitrice della 24 Ore di Le Mans nel 1951 e nel 1953"); ciò richiamava la vittoria di due vetture Jaguar, la XK120 e la C-Type, nelle edizioni citate della corsa. In generale, sulla XK140 erano presenti dei nuovi rivestimenti interni e delle rifiniture di qualità superiore rispetto a quelli presenti sulla XK120.
Gli interni furono migliorati per garantire una migliore abitabilità per quei passeggeri che avevano un'altezza maggiore, e ciò fu ottenuto aumentando di 76 mm lo spazio per le gambe, che fu assicurato riposizionando il motore, il parafiamma ed il cruscotto. La nuova configurazione non lasciò però lo spazio per il compartimento della batteria, com'era sulla XK120. L'accumulatore, sulla XK140, era quindi sistemato in basso, all'interno parafango anteriore, rendendo molto difficoltosa, se non quasi impossibile, la sua sostituzione.
La XK140 continuò ad avere installato il famoso motore Jaguar XK6, ma rispetto a quello montato sulla XK120, era più potente, dato che erogava 190 CV a 5.500 giri al minuto. Era anche disponibile una versione speciale con la testata tipo C (cioè “competizione”), anch'essa di derivazione XK120, che sviluppava 210 CV a 5.750 giri al minuto.
Gli esemplari che possedevano la testata tipo C, oltre a dei carburatori H8 del diametro di 2 pollici, delle pesanti barre di torsione anteriori ed un doppio sistema di scarico, erano conosciute nel Regno Unito come XK140 SE, mentre negli Stati Uniti come XK140 MC.

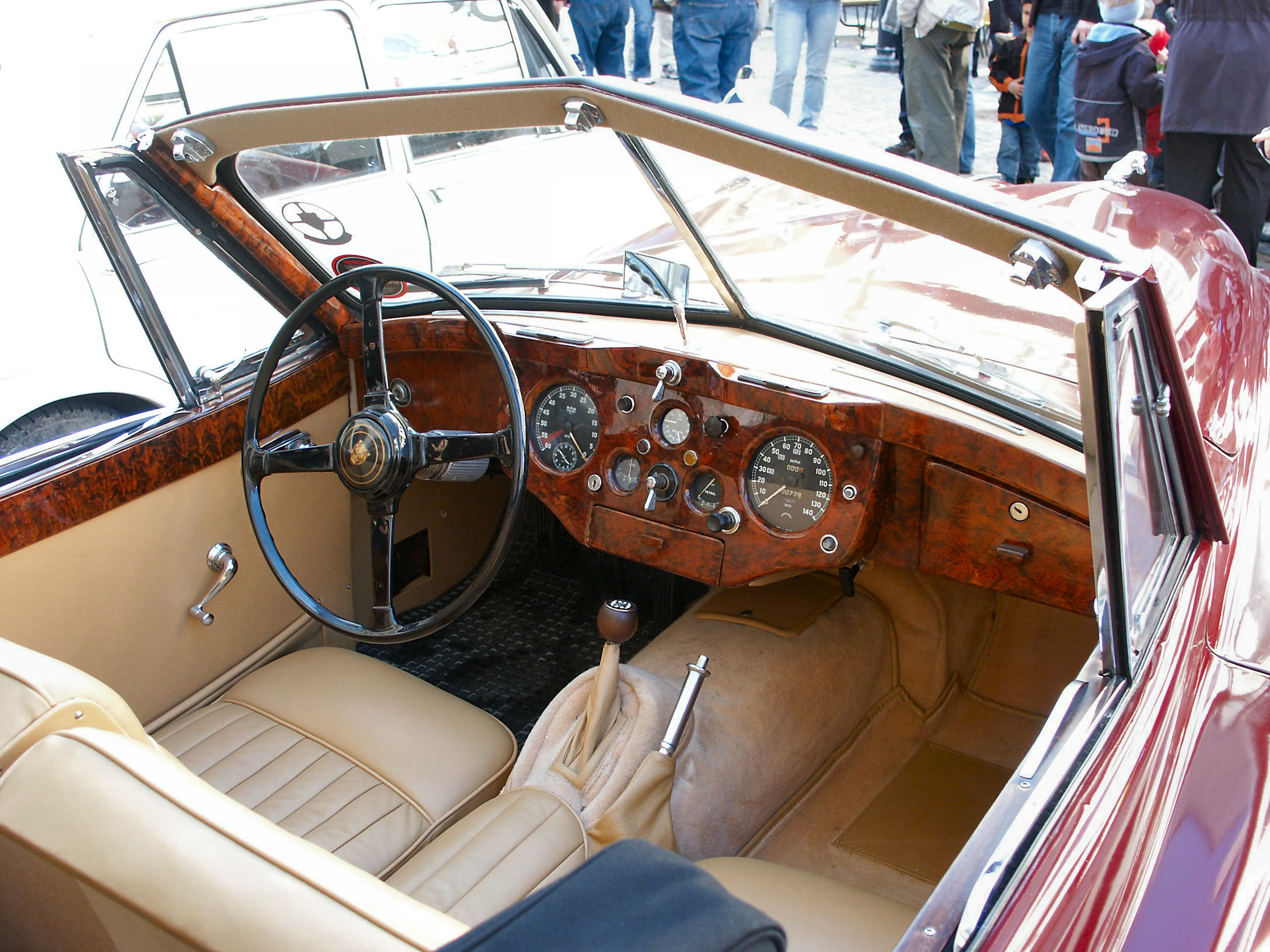
Gli interni di una Jaguar XK140

Nel 1956 la XK1410 diventò la prima Jaguar di caratteristiche sportive ad essere offerta con il cambio automatico, che era a tre rapporti. Questa trasmissione era molto apprezzata dalla clientela statunitense. Per le versioni standard era di serie il classico cambio manuale a 4 rapporti.
Come per la XK120, le ruote a raggi e l'impianto di scarico doppio erano un optional, sebbene molti esemplari importati negli Stati Uniti avessero le prime montate di serie. Le auto con ruote a disco continuavano ad essere offerte con passaruota carenati, i quali chiudevano l'apertura della carrozzeria che ospitava le ruote posteriori, mentre per le altre versioni la carenatura fu eliminata.
Le sospensioni anteriori e posteriori vennero irrigidite del 10% garantendo una guida ancora più sportiva e precisa soprattutto in curva. L'assetto aveva subito dei leggeri rimaneggiamenti per sopportare le maggiori sollecitazioni dovute all'incremento della potenza massima delle motorizzazioni.
La XK140 era disponibile in tre corpi vettura differenti, roadster, cabriolet e coupé, tutte abbinabili ai motori standard ed agli SE. I tre i tipi di carrozzeria erano a due posti. 
La roadster (conosciuta come OTS, cioè Open Two Seater, che in inglese significa “aperta a due posti”) possedeva una capote in tela che quando veniva abbassata si inseriva dietro i sedili per scomparire all'interno della carrozzeria. Gli interni della roadster erano rivestiti di pelle e similpelle, incluso il cruscotto. Come la XK120 roadster, la capote della XK140 OTS era rimovibile ed erano installate delle tendine in plastica sulle portiere, che erano in lega. Era disponibile anche una copertura in tela per mantenere l'abitacolo asciutto in caso di pioggia. 

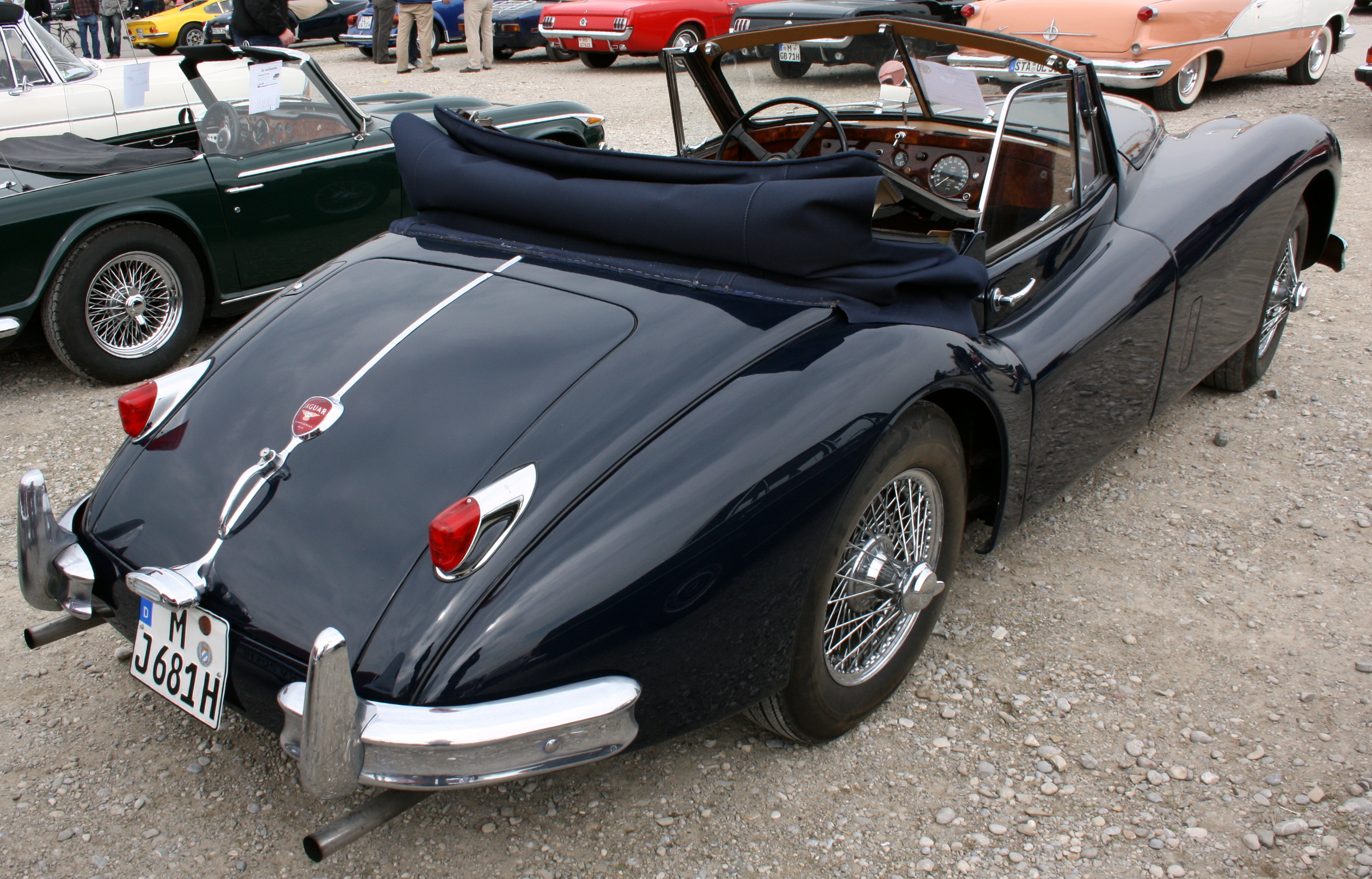
Il retro di una Jaguar XK140 del 1955

La cabriolet, conosciuta come DHC (cioè Drop Head Coupe), aveva permanentemente montata una capote imbottita che, quando veniva abbassata, rimaneva sulla carrozzeria, all'esterno di essa. Possedeva inoltre un parabrezza fisso, al contrario quindi della roadster, che lo aveva rimovibile. La cabriolet possedeva inoltre un cruscotto e dei pannelli porta in radica di noce. Il cruscotto, in tutte le versioni, aveva inoltre un andamento sinuoso con molte cromature ed una strumentazione di grandi dimensioni.
Quest'ultimo allestimento era installato anche sulla coupé (conosciuta come FHC, cioè “Fixed Head Coupe”). Sulla versione coupé e su quella cabriolet, era anche presente un sedile tipo strapuntino, che non consentiva comunque di ospitare persone adulte. Inoltre, il parabrezza della coupé era montato più in avanti per avere disponibile uno spazio interno maggiore rispetto a quello della cabriolet.
Tutte le versioni avevano il motore montato anteriormente e la trazione posteriore.
In totale vennero prodotti 8.884 esemplari, di cui 3.347 roadster, 2.797 coupé e 2.740 cabriolet. L'altezza dipendeva dal tipo di carrozzeria; infatti era 1.333 mm per la roadster, 1.359 mm per la cabriolet e 1.397 mm per la coupé. Le altre dimensioni invece non variavano.

## Specifiche tecniche del motore
| Modello                                                        | Anni      | Cilindrata | Configurazione               | Alesaggio/corsa | Carburatori        | Potenza                      |
| -------------------------------------------------------------- | --------- | ---------- | ---------------------------- | --------------- | ------------------ | ---------------------------- |
| XK 140 3.4                                                     | 1954-1957 | 3.442 cm³  | DOHC - sei cilindri in linea | 83 mm/106 mm    | SU H6 doppio corpo | 193 CV @ 5500 giri al minuto |
| XK 140 3.4 SE (testata tipo C (Competizione)) ("MC" negli USA) | 1954-1957 | 3.442 cm³  | DOHC - sei cilindri in linea | 83 mm/106 mm    | SU H6 doppio corpo | 213 CV @ 5750 giri al minuto |

## Prestazioni
Una XK140 SE è stata provata nel giugno del 1955 dalla rivista Road & Track, dove venne registrata una velocità massima di 193,6 km/h. Lo stesso tipo di vettura è stato testato dalla rivista Sports Cars Illustrated nell'agosto del 1957, dove venne segnata una velocità massima di 200 km/h. L'accelerazione da 0 a 97 km/h registrata nelle due prove fu, rispettivamente, di 8,4 secondi e di 9,1 secondi. Inoltre, la rivista Road & Track segnò un'accelerazione da 0 a 160 km/h di 26,5 secondi. Il quarto di miglio da fermo (circa 400 m) fu invece di 16,6 secondi per la prova effettuata dalla rivista Road & Track (con una velocità d'uscita di 132 km/h) e 16,9 secondi per Sports Cars Illustrated (con una velocità d'uscita di 138 km/h).